# Verbond voor Nationaal Herstel
Het Verbond voor Nationaal Herstel (VNH) was een autoritaire, rechtse partij die pleitte voor een krachtig gezag en zich keerde tegen partijpolitiek.
Het Verbond werd geleid door enkele hoge militairen en hoge ambtenaren. In 1933 was de vroegere opperbevelhebber van het leger en de vloot, generaal C.J. Snijders lijsttrekker, alhoewel die zich voor de verkiezing al had uitgesproken geen kamerlidmaatschap te aanvaarden.
In 1933 behaalde de partij circa 30.000 stemmen, goed voor één zetel. De partij werd later overvleugeld door de NSB, waar overigens niet alle aanhangers naar overstapten.

## Beginselen
Het Verbond stelde dat de maatschappij doodziek was en dat vooral het gezag te veel ondermijnd was. Ook in economisch opzicht was er sprake van neergang, waardoor ophitsers (vooral socialisten en communisten) hun kans hadden gegrepen. In het parlement zaten volksvertegenwoordigers, die niet meer onafhankelijk van partijleiders of kiesgroepen te werk konden gaan.
Daarom moest er volgens het VNH een wedergeboorte van de nationale gedachte (een nationaal réveil) komen. Saamhorigheid, opofferingsgezindheid en de erkenning van plichten dienden voorop te staan. Het kiesstelsel moest worden veranderd om te zorgen dat er meer onafhankelijke Kamerleden kwamen.
Verder diende de band met de koloniën verstevigd te worden, moesten vermogensvorming, nationale productie en een krachtige defensie worden nagestreefd en was het Verbond voorstander van een nationale omroep.

## Persoonlijkheden
Voormannen van het verbond waren de 80-jarige generaal C.J. Snijders, die erevoorzitter was, luitenant-generaal N.H.A. Swart, en de Haagse gemeenteambtenaar Westerman, die namens het VNH in de Tweede Kamer zat.

## Electoraat
De kiezers waren vooral afkomstig uit de ambtenarij en uit de kring van de officieren. Het verbond had relatief veel aanhang in Den Haag.